# Acacia fusicarpa
Acacia fusicarpa là một loài thực vật có hoa trong họ Đậu. Loài này được L. Rico mô tả khoa học đầu tiên năm 2005.